# Belu (Regierungsbezirk)

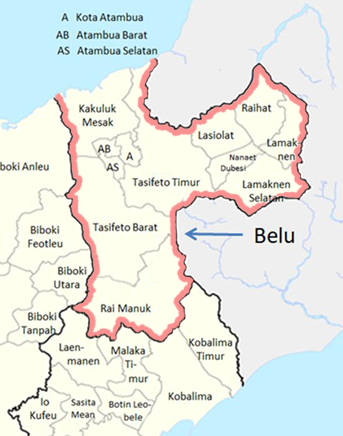
Die Kecamatan im Kabupaten Belu

Belu ist ein Regierungsbezirk (Kabupaten) im indonesischen Teil Timors. Er ist Teil der Provinz Ost-Nusa Tenggara (indonesisch Nusa Tenggara Timur) und wurde 1958 mit Gründung dieser eingerichtet.

## Geographie
Der Regierungsbezirk erstreckt sich zwischen 8°07' und 9°23′ s. Br. sowie zwischen 124°40′ und 125°15′ ö.L. Er grenzt im Süden an den Regierungsbezirk Malaka und im Westen an den Regierungsbezirk Nordzentraltimor. Im Nordosten, Osten und Südosten besteht die Staatsgrenze zur Republik Osttimor. Die Zugehörigkeit von 37 Hektar zwischen Dilumil in Belu und dem osttimoresischen Memo war lange Zeit umstritten. Erst im März 2013 konnte eine Einigung zur Grenzziehung zwischen den beiden Ländern erzielt werden. Schließlich bildet im Norden die Küstenlinie der Sawusee eine natürliche Grenze des Bezirks Belu.
Hauptstadt und Verwaltungssitz von Belu ist Atambua. Der Flusshafen von Atapupu ist von lokaler Bedeutung.

## Verwaltungsgliederung
Der Regierungsbezirk Belu gliedert sich in 12 Distrikte (Kecamatan) mit 81 Dörfern (Desa), von denen vier als Kelurahan einen städtischen Charakter aufweisen. Eine weitere Unterteilung erfolgt in Dusun (Weiler), RW (Rukun Warga, Wohnviertel) und RT (Rukun Tetangga, Nachbarschaften)
| Code 1   | Kecamatan Distrikt | Ibu Kota Verwaltungssitz | Fläche (km²) | Einwohner Census 2010 2 | Volkszählung 2020 | Volkszählung 2020 | Volkszählung 2020 | Anzahl der Dörfer 6 |
| Code 1   | Kecamatan Distrikt | Ibu Kota Verwaltungssitz | Fläche (km²) | Einwohner Census 2010 2 | Einwohner 3       | 0Dichte 40        | Sex Ratio 5       | Anzahl der Dörfer 6 |
| -------- | ------------------ | ------------------------ | ------------ | ----------------------- | ----------------- | ----------------- | ----------------- | ------------------- |
| 53.04.01 | Lamaknen           | Weluli                   | 105,90       | 11.583                  | 12.632            | 119,3             | 97,1              | 9                   |
| 53.04.02 | Tasifeto Timur     | Wedomu                   | 211,37       | 20.932                  | 26.121            | 123,6             | 101,3             | 12                  |
| 53.04.03 | Raihat             | Bei Sari Loo             | 87,20        | 13.319                  | 14.359            | 164,7             | 100,2             | 6                   |
| 53.04.04 | Tasifeto Barat     | Kimbana                  | 224,19       | 22.362                  | 24.545            | 109,5             | 100,9             | 8                   |
| 53.04.05 | Kakuluk Mesak      | Umarese                  | 187,54       | 17.608                  | 21.988            | 117,2             | 99,3              | 6                   |
| 53.04.12 | Kota Atambua       | Tenukiik                 | 24,90        | 70.464                  | 30.837            | 1.238,4           | 99,7              | ★ 4                 |
| 53.04.13 | Raimanuk           | Arekama                  | 179,42       | 14.411                  | 16.755            | 93,4              | 99,9              | 9                   |
| 53.04.17 | Lasiolat           | Lafuli                   | 64,48        | 6.166                   | 7.096             | 110,1             | 101,1             | 7                   |
| 53.04.18 | Lamaknen Selatan   | Pie Bulak                | 108,41       | 7.312                   | 8.535             | 78,7              | 99,4              | 8                   |
| 53.04.21 | Atambua Barat      | Sesekoe                  | 15,55        | 21.604                  | 24.178            | 1.554,9           | 103,1             | 4                   |
| 53.04.22 | Atambua Selatan    | Asuulun                  | 15,73        | 22.464                  | 26.144            | 1.662,1           | 103,3             | 4                   |
| 53.04.23 | Nanaet Duabesi     | Tete Seban               | 60,25        | 4.006                   | 4.783             | 79,4              | 95,3              | 4                   |
| 53.04    | Kab. Belu          | Kab. Belu                | 1.284,94     | 188.163                 | 217.973           | 169,6             | 100,6             | 77 / 4              |

## Demografie

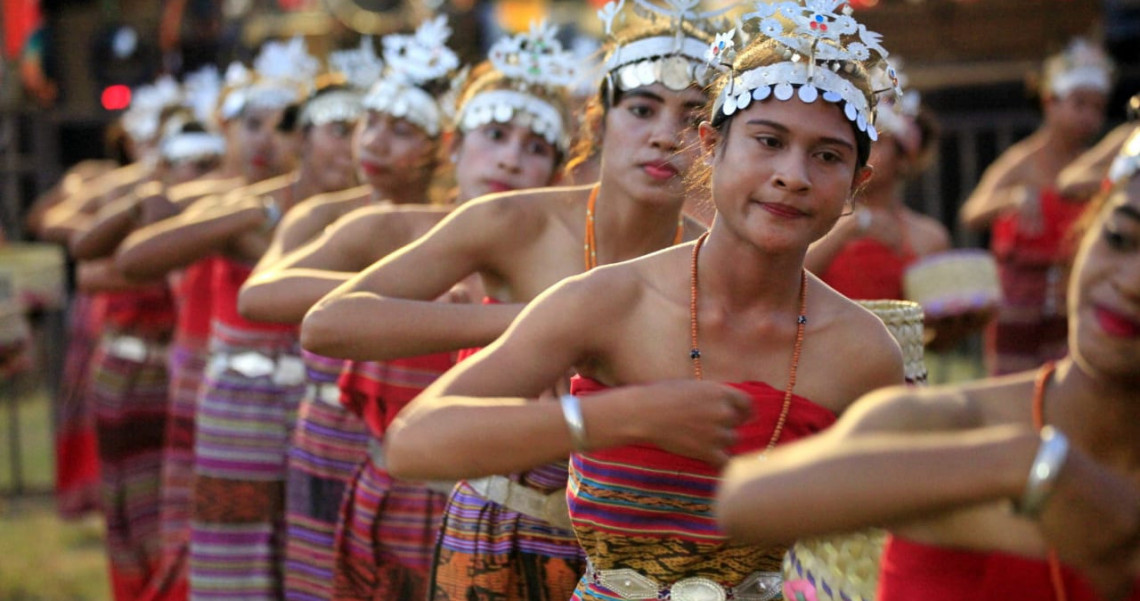
Tracht in Belu

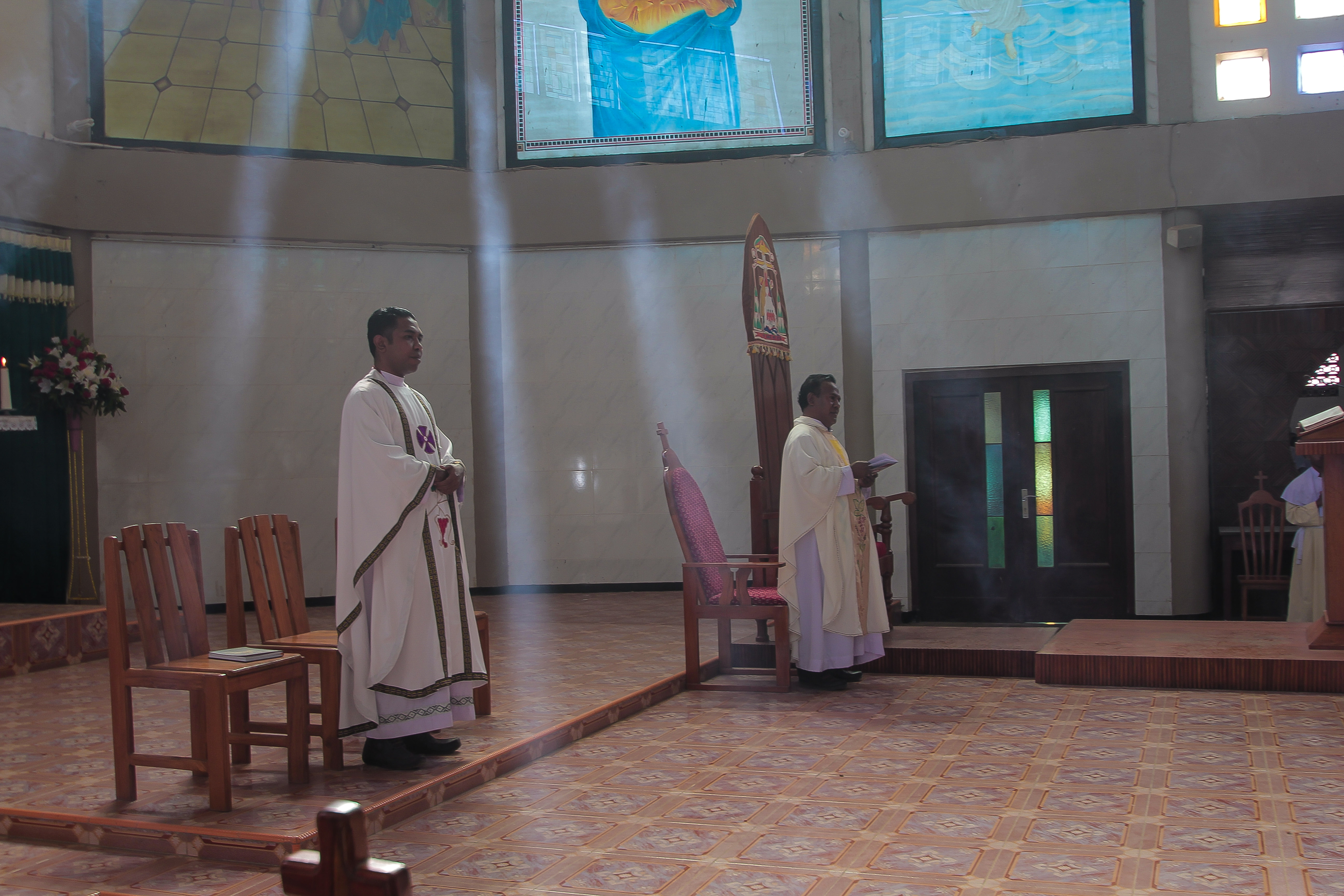
Gottesdienst in Belu

Im Gegensatz zum restlichen Westtimor, werden hier Sprachen gesprochen, die sonst nur in Osttimor benutzt werden. Die am weitesten verbreitete Muttersprache ist Tetum, aber auch Bekais, Bunak (in den Distrikten Lamaknen, Südlamaknen und Raihat) und Kemak werden hier traditionell gesprochen.
Zur Volkszählung im September 2020 (indonesisch Sensus Penduduk - SP2020) lebten im Regierungsbezirk Belu 217.973 Menschen, davon 108.654 Frauen (49,85 %) und 109.319 Männer (50,15 %). Gegenüber dem letzten Census (2010) stieg der Frauenanteil um 0,04 %. Mitte 2022 waren 88,46 Prozent der Einwohner Katholiken und 7,33 % Protestanten, zum Islam bekannten sich 4,05 %. 157.940 Personen oder 69,31 % gehörten zur erwerbsfähigen Bevölkerung (15–64 Jahre); 25,29 % waren Kinder und 5,40 % im Rentenalter. Von der Gesamtbevölkerung waren 65,25 % ledig, 30,84 % verheiratet, 0,37 % geschieden und 3,55 % verwitwet. Der HDI-Index lag 2020 mit 62,68 unterhalb des Provinzdurchschnitts von 65,19.

## Geschichte
1916 gründeten die Niederländer die Regierungsbezirke Belu Tasi Feto und Malaka.
Belu Tasi Feto wurde zum einen nach Belu benannt, der alten, kolonialen Bezeichnung für den Ostteil der Insel Timor (Der Name „Belu“ stammt aus dem Tetum und bedeutet auf Deutsch „Freund“), zum anderen nach der lokalen Bezeichnung des nördlich von Timor gelegenen Meeres, Tasi Feto (Frauenmeer).
Belu stand unter der Herrschaft des Rajas von Jenilu, Malaka unter dem Liurai Tere Seran. Nächstgelegener Sitz der niederländischen Kolonialverwaltung war Atapupu, später Atambua. 1924 wurden beide Regierungsbezirke zu einem vereint.
Am 11. Januar 2013 wurde Malaka von Belu als eigener indonesischer Regierungsbezirk wieder abgetrennt. Dabei gab Belu 47,5 % seiner Fläche (1.160,63 von 2.445,60 km²) und 46,3 % seiner 2012er Bevölkerung (186.622 von 402.925) ab, ebenso 127 seiner 208 Dörfer und die Hälfte der Kecamatan.